# 深藍金花蟲
深藍金花蟲（学名：Altica cyanea）为金花蟲科葉蚤屬下的一个种。